# Млада-Болеслав
Мла́да-Бо́леслав (чеш. Mladá Boleslav), бывш. Юнгбунцлау (нем. Jungbunzlau) — статутный город в Чехии, на территории Среднечешского края. Административный центр района Млада-Болеслав и муниципалитет с расширенными полномочиями. Расположен на левом берегу реки Йизеры, в 50 км к северо-востоку от Праги. Железнодорожный узел.

## История
На месте города Млада-Болеслав во второй половине X века Болеславом II был основан княжеский замок. Ко времени его основания вблизи Праги уже имелся замок под названием Болеслав, поэтому новый замок был назван Mladá («молодая») Болеслав, что позволило легко отличать его от более старого замка, получившего в XV веке название Stará Boleslav («Старая Болеслав»).
Благодаря выгодному расположению (на пути из Праги в Лужицу и Бранденбург) 24 февраля 1334 года пан Ян II из Михаловиц основал здесь город Млада-Болеслав, получивший права королевского города в 1436 году.
В XVII веке пришёл в упадок. В XVI веке город сделался главным средоточием чешских братьев, которые основали здесь одну из первых своих типографий.
В конце XIX века город пережил «второе рождение» благодаря основанному здесь заводу «Шкода»; Млада-Болеслав процветает благодаря автомобильному заводу и поныне.

Топографическая карта окрестностей города Млада Болеслав, 1938 г.

Является главным центром чешской автомобильный промышленности; завод в Млада-Болеславе выпускает автомобили всемирно известной марки «Шкода». Производятся преимущественно легковые автомобили. Есть незначительная сахарная промышленность.

## Достопримечательности
Основными достопримечательностями города являются:
- Младоболеславский замок;
- Староместская ратуша;
- Исторический музей (во дворце «Темпль», открытом недавно после реконструкции);
- Автомобильный музей, посвященный продукции завода «Шкода»;
- Кирха чешских братьев;
- Городской театр;
- Руины замка Михаловице;
- Краеведческий музей.

## Население
| 1869    | 1869    | 1880    | 1880    | 1890    | 1900    | 1910    | 1921    | 1930    | 1930    | 1950    | 1950    |
| ------- | ------- | ------- | ------- | ------- | ------- | ------- | ------- | ------- | ------- | ------- | ------- |
| 11 003  | ↘8695   | ↗12 249 | ↘9681   | ↗14 452 | ↗17 017 | ↗20 640 | ↗21 425 | ↗24 488 | ↘19 630 | ↗23 204 | ↘22 563 |
| 1961    | 1961    | 1970    | 1970    | 1980    | 1980    | 1991    | 1991    | 2001    | 2014    | 2016    | 2017    |
| ↗25 456 | ↗26 021 | ↗33 552 | ↘31 085 | ↗41 226 | ↗45 896 | ↘43 859 | ↗44 459 | ↘44 255 | ↗44 272 | ↘44 199 | ↘44 056 |
| 2018    | 2019    | 2020    | 2021    | 2021    | 2022    | 2023    | 2024    |         |         |         |         |
| ↗44 167 | ↗44 489 | ↗44 740 | ↘44 506 | ↘42 536 | ↘41 868 | ↗45 000 | ↗46 428 |         |         |         |         |

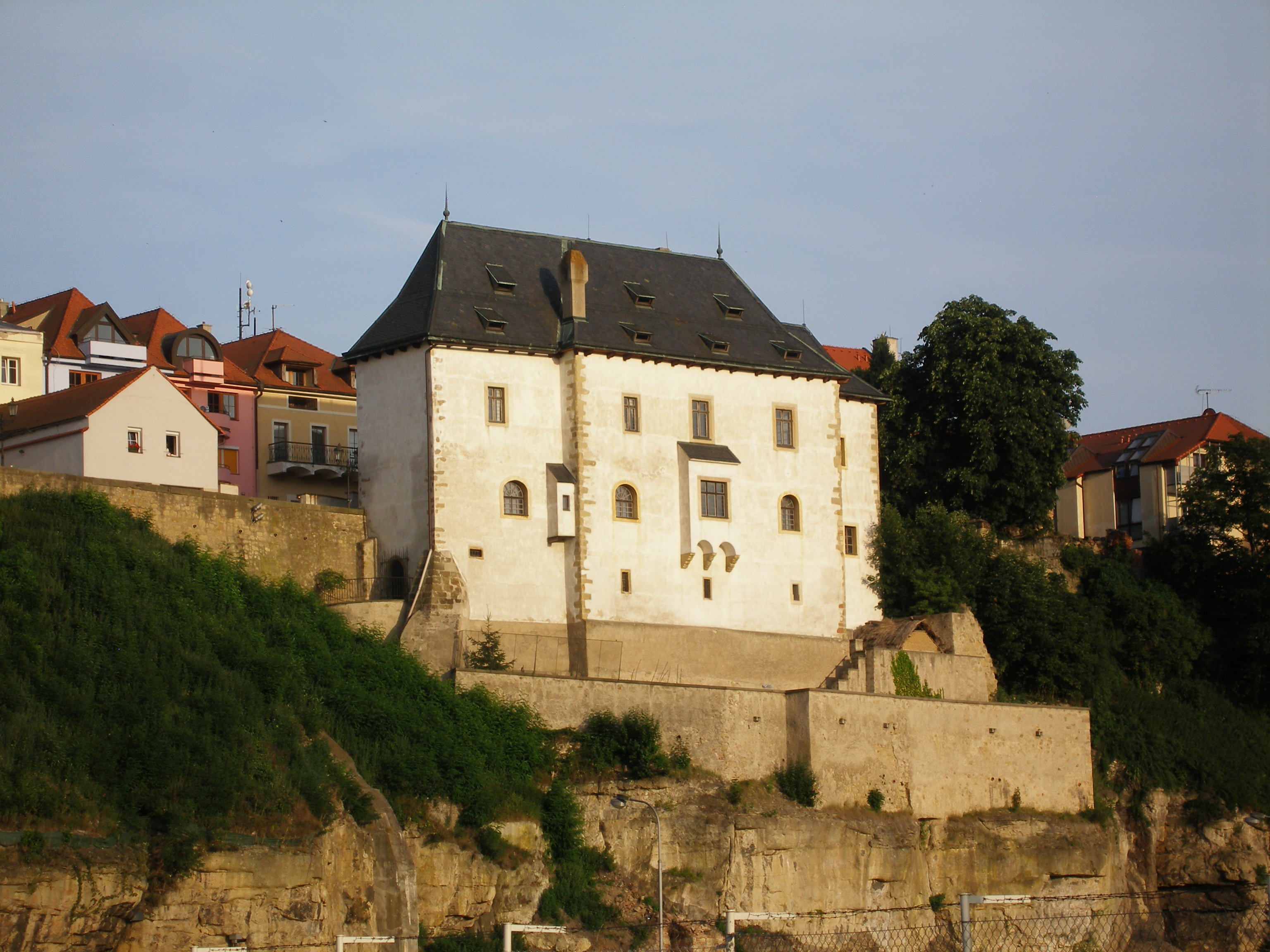
Дворец Темпль
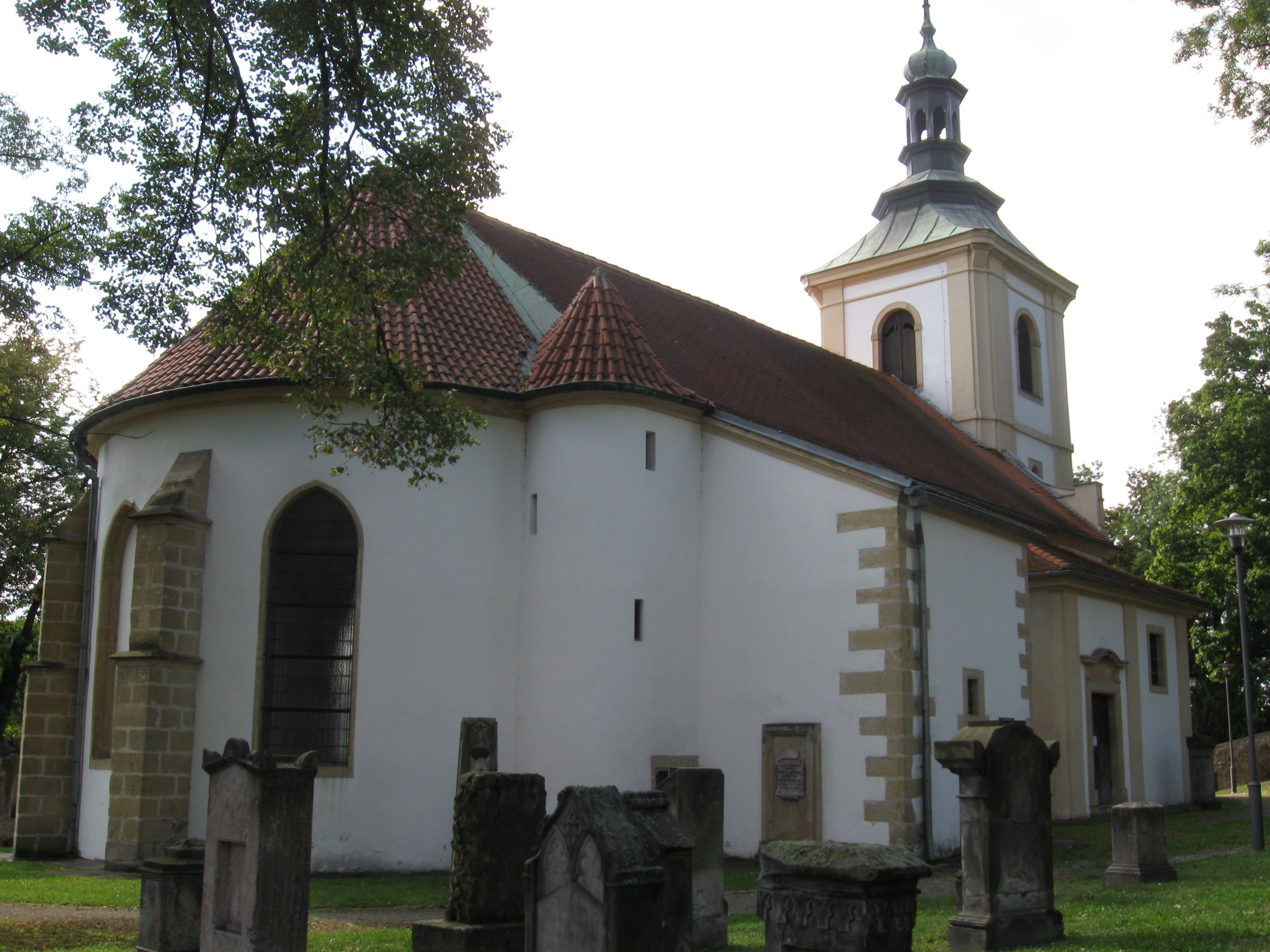
Костёл Святого Гавла
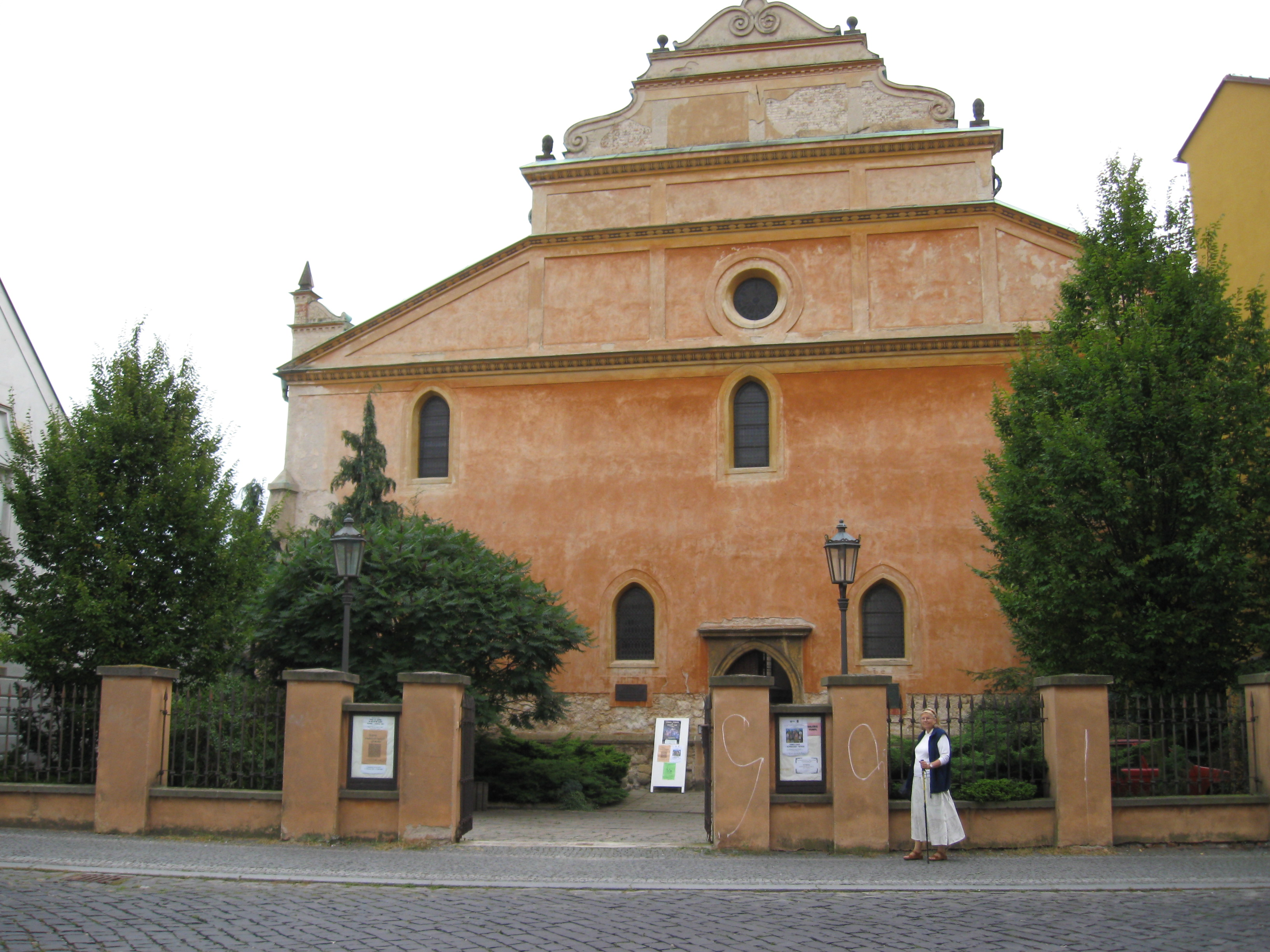
Кирха чешских братьев
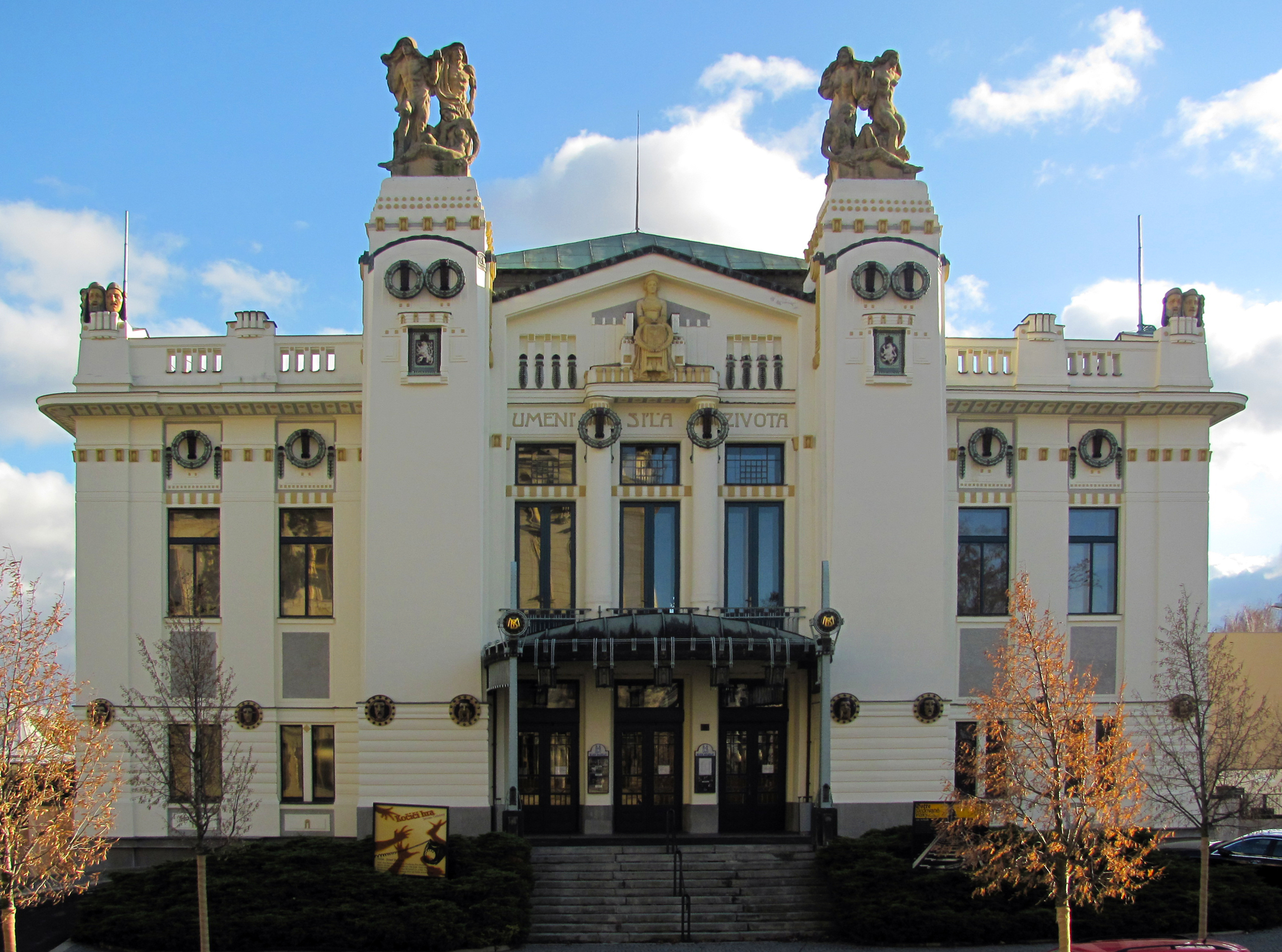
Городской театр

## Города-побратимы
- Вантаа, Финляндия
- Дибург, Германия
- Кингс-Линн, Великобритания
- Нойбранденбург, Германия
- Пезинок, Словакия